# Реле заземлення

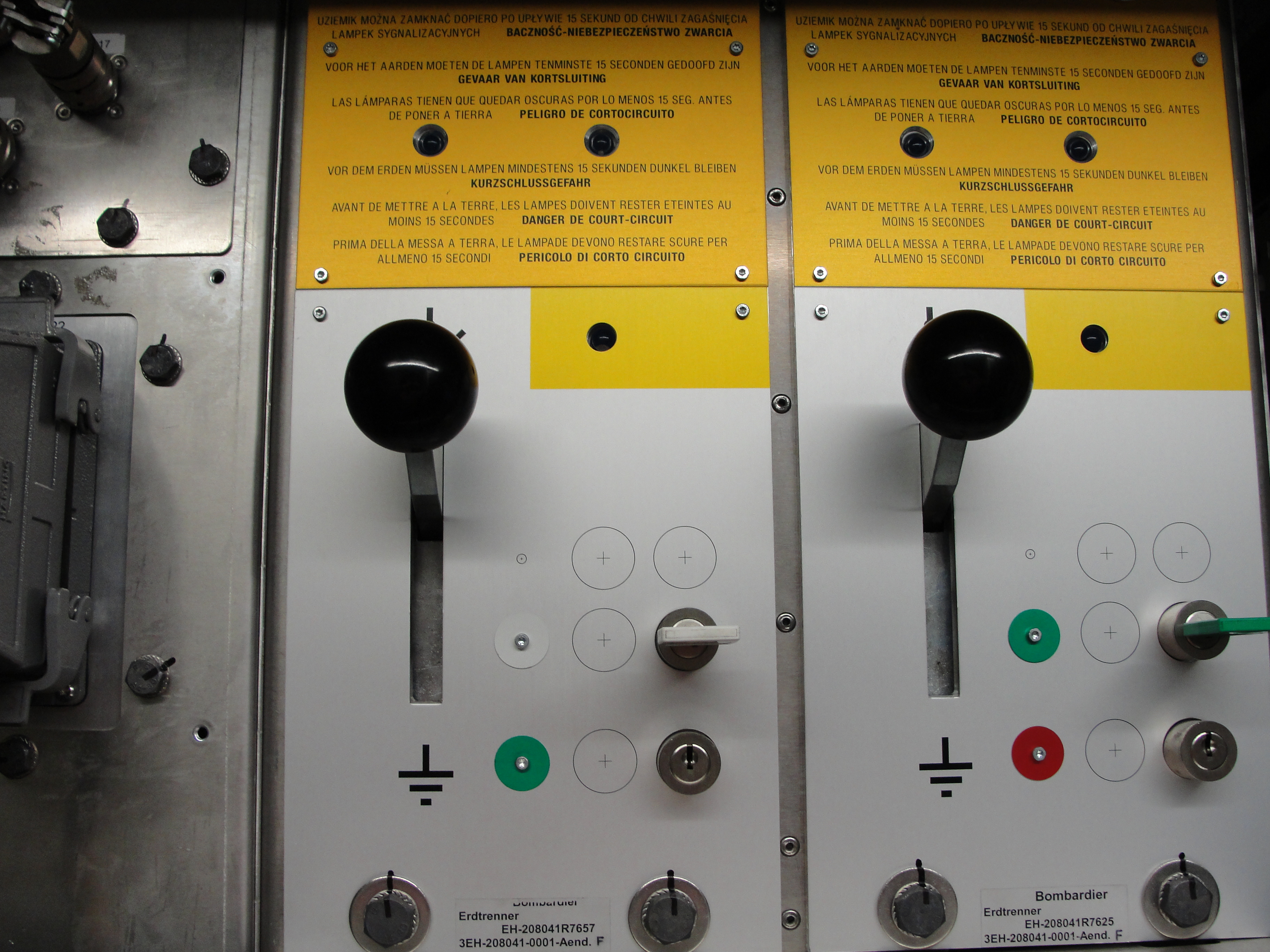
Вимикачі реле заземлення високовольтної камери Bombardier TRAXX

Реле́ зазе́млення (РЗ) — призначено для захисту силового кола тепловоза від замикання на корпус. Після спрацьовування реле припиняється збудження головного генератора тепловоза, завдяки чому силові кола залишаються знеструмленими. У аварійних випадках реле РЗ можна відімкнути вимикачем ВРЗ (вимикання РЗ), але у цьому є ризик виходу із ладу електричних машин та загоряння проводки. Тому рубильник ВРЗ завжди опломбований. Для того, щоб вимкнути реле заземлення, локомотивна бригада повинна власноруч у високовольтній камері висвободити якір, який під час спрацьовування реле залишається заблокованим у замкнутому положенні.